# Мщичин
Мщичин (пол. Mszczyczyn, нім. Wiesenberg) — село в Польщі, у гміні Дольськ Сьремського повіту Великопольського воєводства.
Населення — 323 особи (2011).
У 1975-1998 роках село належало до Познанського воєводства.

## Демографія
Демографічна структура станом на 31 березня 2011 року:
|          | Загалом | Допрацездатний вік | Працездатний вік | Постпрацездатний вік |
| -------- | ------- | ------------------ | ---------------- | -------------------- |
| Чоловіки | 173     | 41                 | 119              | 13                   |
| Жінки    | 150     | 27                 | 96               | 27                   |
| Разом    | 323     | 68                 | 215              | 40                   |